# Metro de Hèlsinki
El metro de Hèlsinki és el sistema de transport públic més important de la ciutat i de tot el país, degut que és l'únic metro de tota Finlàndia. Va ser inaugurat el dia 2 d'agost del 1982, després d'estar aproximadament 27 anys planejant el projecte del metro.
El primer projecte del metro es va presentar el 1955, consistia en la construcció d'un tren lleuger amb 81 kilòmetres de recorregut i 108 parades, però va ser denegat perquè era molt car i molt gran per l'època. El segon projecte va arribar el 1967, consistia en una línia de metro més adequada a les capacitats econòmiques de la ciutat. Es va començar a construir el 1971 i es va acabar el 1982. Posteriorment han anat apareixent noves parades i modificacions al sistema de metro. El 2007, va veure la llum l'estació de Kalasatama entre Sörnäinen i Kulosaari. El 2017 es van inaugurar 8 noves estacions.
El 2022, els trens passaven cada 2,5 minuts i hi havia 25 parades en ús. Un bitllet costava aleshores 2,80 euros i podia ser utilitzat per qualsevol altre tipus de transport a la ciutat. Circulaven tres models de trens: M100, M200 i M300.

## Llista de Parades
El 2022 hi havia les següents estacions,
Matinkylä - Itäkeskus:
- Matinkylä (Mattby)
- Niittykumpu (Ängskulla)
- Urheilupuisto (Iddrotsparken)
- Tapiola (Hagalund)
- Aalto-yliopisto (Aalto universitetet / Aalto university)
- Keilaniemi (Kägeludden)
- Koivusaari (Björkholmen)
- Lauttasaari (Drumsö)
- Ruoholahti (Gräsviken)
- Kamppi (Kampen)
- Rautatientori (Järnvägstorget / Central railway station)
- Helsingin yliopisto (Helsingfors universitet / University of Helsinki)
- Hakaniemi (Hagnäs)
- Sörnäinen (Sörnäs)
- Kalasatama (Fiskehamnen)
- Kulosaari (Brändö)
- Herttoniemi (Hertonäs)
- Siilitie (Igelkottsvägen)
- Itäkeskus (Östra centrum)

Itäkeskus - Mellunmäki: (ramal norte)
- Itäkeskus (Östra centrum)
- Myllypuro (Kvarnbäcken)
- Kontula (Gårdsbacka)
- Mellunmäki (Mellungsbacka)

Itäkeskus - Vuosaari: (ramal este)
- Itäkeskus (Östra centrum)
- Puotila (Botby gård)
- Rastila (Rastböle)
- Vuosaari (Nordsjö)